# Protopselaphus taylori
Protopselaphus taylori (лат.) — вид жуков-стафилинид рода Protopselaphus. Видовое название дано в честь мирмеколога Роберта Тейлора (Dr. Robert W. Taylor), участвовавшего в сборе типовой серии.

## Распространение
Юго-Восточная Азия: Малайзия, Саравак.

## Описание
Мелкие коротконадкрылые жуки, длина тела менее 2 мм. От близких видов отличается следующими признаками: бока пронотума позади широчайшей точки вогнутые, 9 и 10-й членики усиков без двух- или трёхразветвлённой антероапикальной сенсиллой; пронотум субквадратный, менее чем на 1/10 шире своей длины, скутеллюм с вдавлением; глаза мелкие (из одной фасетки), бескрылые жуки с более короткими надкрыльями, усики короткие с менее явной булавой. Основная окраска тела желтовато-коричневая. Усики 11-члениковые, последние три членика крупные и образуют расширенную булаву. Нижнечелюстные щупики состоят из 4 сегментов, нижнегубные щупики 3-члениковые. Глаза округлые, многофасеточные, выступающие. Переднеспинка овальная с полностью закругленными боковыми краями. Надкрылья относительно длинные, с параллельными сторонами и слегка закругленными задними краями. Ноги тонкие.